# Ernst Holzlöhner
Ernst August Leopold Holzlöhner (* 23. Februar 1899 in Insterburg (Ostpreußen); † 14. Juni 1945 in Mohrkirch-Osterholz) war ein deutscher Physiologe, Hochschullehrer und Nationalsozialist.

## Biografie
Ernst August Leopold Holzlöhner wurde am 23. Februar 1899 in Insterburg im Deutschen Reich (Ostpreußen) geboren. Er trat am 1. Mai 1933 der NSDAP bei und wurde Dozentenschaft Leiter an der Berliner Universität. Zudem trat er 1933 in die Schutzstaffel der NSDAP (SS) ein und wurde SS-Sturmbannführer. 1934 erhielt Holzlöhner eine ordentliche Professor für Physiologie am Physikalischen Institut in Kiel. Während dieser Zeit wurde er Dozentenbund Führer an der Universität Kiel und stellvertretender Gaudozentenführer von Schleswig-Holstein. Er wurde dafür bekannt, dass er ab August 1942 im Konzentrationslager (KZ) Dachau Unterkühlungsversuche im Auftrag der Luftwaffe an den Gefangenen durchführte. Diese führte er zusammen mit seinen Assistenten Sigmund Rascher und Erich Finke aus, wobei Gefangene gezielt unterkühlt wurden, um anschließend mit verschiedenen Methoden wieder erwärmt zu werden. Über die Ergebnisse dieser Versuche referierte er bei der Tagung über Ärztliche Fragen bei Seenot und Winternot am 26. und 27. Oktober 1942. Er beging am 14. Juni 1945 in Mohrkirch-Osterholz im Deutschen Reich (Schleswig-Holstein) Suizid, als er nach dem Ende des Krieges von britischen Soldaten gefangen genommen und verhört wurde.

## Früheres Leben und Ausbildung
Holzlöhner war der Sohn des Schulrats Albert Holzlöhner und dessen Frau Martha, geborene Koch. Die Familie war evangelisch und Holzlöhner wuchs in einem bildungsbürgerlichen Haushalt auf. Er besuchte eine Schule in seiner Heimatstadt Insterburg und legte dort das Abitur ab. Während des 1. Weltkrieges meldete sich Holzlöhner 1917 freiwillig zum Militärdienst und diente bis 1918 als Soldat. Nach dem Kriegsende war er einige Monate Mitglied im Freikorps Selbstschutz Oberschlesien sowie im Bund Oberland Würzburg. Aus diesen paramilitärischen Organisationen gingen später Teile der Sturmabteilung (SA) hervor. Danach begann er ein Studium im Bereich der Humanmedizin. Er studierte von 1918 bis 1923 Humanmedizin an den Universitäten in Freiburg, Kiel, Greifswald, Würzburg und Graz. Zum Abschluss des Studiums promovierte er an der Julius-Maximilians-Universität Würzburg mit der Dissertation “Über einen Fall von präsystolischem Galopprhythmus mit gleichzeitigem 'Flint'schen Geräusch' bei einer Aorteninsuffizienz” in Medizin. Schließlich habilitierte er sich im Fachbereich Physiologie über das Thema “Die Wirkung der Abkühlung auf den Warmblüter” an der Humboldt-Universität zu Berlin und der Friedrich-Wilhelms-Universität zu Berlin.

## Beruflicher Werdegang und Wirken im Nationalsozialismus
Holzlöhner ist vermutlich am 1. Mai 1933 in die NSDAP eingetreten und war ein überzeugter Nationalsozialist, was sich durch einen von ihm verfassten Beitrag in „Die Tat“ sehen lässt. Ebenso war er seit 1933 im Sanitätsdienst der SS Mitglied und durchlief weitere Positionen in nationalsozialistischen Organisationen. Nur durch entsprechendes Engagement in der NSDAP war es ihm möglich, seine ordentliche Professur am Lehrstuhl für Physiologie an der Universität Kiel zu erhalten. Zuvor wurde seine Berufung von der Kieler Universität abgelehnt, jedoch später durch Einwirken der NS-Hochschulkommission genehmigt. Direkt nach seinem Antritt wurde Holzlöhner Führer des NS-Dozentenbundes. Nach Kriegsbeginn forschte Holzlöhner zum Thema „Die Wirkung der Abkühlung auf Warmblüter“ für die militärische Luftfahrt. Dabei führte er zusammen mit Dr. Sigmund Rascher und Dr. Erich Flinke Menschenversuche an ca. 50–60 Häftlingen des Konzentrationslager Dachau durch, dabei starben 15–18 Häftlinge. Die Veröffentlichung unter seinem Namen lehnte er ab, da Holzlöhner die negative Belastung seines Namens durch die Menschenversuche sorgte. Ihm war von Anfang an klar, dass seine Handlungen verwerflich waren und hatte Angst vor den Konsequenzen, beugte sich aber den Druck von Himmler und führte die Experimente durch, bevor Dr. Holzlöhner im Oktober 1942 ausstieg. Im Juni 1944 wurde Holzlöhner Prorektor um den Rektor Dr. Andreas Predöhl in seiner Abwesenheit zu vertreten. Rektor wurde er am 10. April 1945 und sollte bis zum 15. April 1947 im Amt bleiben, jedoch wurde er nach Kriegsende am 6. Juni 1945 durch die britische Besatzungsmacht abgesetzt und inhaftiert. Obwohl er selbst tot war, wurde er vom Landesausschuss für Entnazifizierung fiktiv in die Kategorie 3 „minder belastet“ eingestuft.

## Mitgliedschaften
● 1921–1923 Mitglied des Freikorps „Selbstschutz Oberschlesien“
● seit 1923 Mitglied Bund Oberland Würzburg
● seit 1. Mai 1933 Mitglied NSDAP
● 1933/1934–1934 Mitglied SS-Sanitätsdienst
● seit 1934 Mitglied NS-Fliegersturm
● seit 1934 Mitglied Dozentenschaft (Führungsposition)
● seit 1934 Mitglied NS-Dozentenbund (Führungsposition)

## Privatleben
Ernst Holzlöhner war mit Edelgard Holzlöhner (geb. Goetsch) verheiratet. Gemeinsam hatten sie zwei Töchter: Barbara Holzlöhner, geb. am 21. Januar 1931 und Veronika Holzlöhner, geb. am 13. April 1934. Holzlöhner hat am 14. Juni 1946 versucht sich und seine Familie durch eine Kohlenmonoxidvergiftung zu töten. Seine Ehefrau und die ältere Tochter haben dies mit schweren gesundheitlichen Folgen, wie Gedächtnisschwäche, überlebt.